# Journal of Ancient Civilizations
Das Journal of Ancient Civilizations (kurz JAC) ist eine seit 1986 erscheinende wissenschaftliche Fachzeitschrift der Altertumswissenschaften.
Das Journal wird in derzeit zwei Faszikeln jährlich vom Institute for the History of Ancient Civilizations (IHAC) der Northeast Normal University im chinesischen Changchun herausgegeben. Der Idee des Gründers des IHAC, Lin Zhichun, folgend, deckt die Zeitschrift das gesamte Spektrum des (aus chinesischer Sicht) „westlichen Altertums“ ab, geographisch vom Nahen Osten über Ägypten hin zum Mittelmeerraum, zeitlich von der Hethitologie, Assyriologie, Ägyptologie bis hin zum klassischen (griechisch-römischen) Altertum.
Die Zeitschrift beinhaltet Fachartikel sowie Rezensionen und Forschungsüberblicke; Autoren sind sowohl chinesische als auch internationale Wissenschaftler. 2016 wurde für die Begutachtung der Beiträge das double-blind-peer-review-Verfahren eingeführt. Der Chefherausgeber ist Zhang Qiang, für die editorische Arbeit ist Sven Günther hauptverantwortlich zuständig.